# Karine-A-Affäre
Als Karine-A-Affäre wurde die Beschlagnahme des unter der Flagge von Tonga fahrenden Frachtschiffs Karine A durch israelische Streitkräfte in internationalen Gewässern des Roten Meers am 3. Januar 2002 bekannt. Mit dem Schiff sollten über 50 t Waffen und Sprengstoff für die Zweite Intifada in den Gazastreifen geschmuggelt werden. Die Aufbringung des Schiffs durch die israelischen Streitkräfte wurde als Operation Arche Noah bezeichnet. Israel sah in der Affäre den Beweis, dass Arafats Friedensabsichten und -bemühungen nur vorgetäuscht waren, von der Palästinensischen Autonomiebehörde aber weiterhin der bewaffnete Kampf gegen Israel auch durch Terrorakte gefördert wurde. Von den meisten arabischen Regierungen wurde die Affäre als von Israel inszeniert und erfunden bezeichnet.
Die Karine A war das dritte illegale Waffenschiff innerhalb eines Jahres nach der Calypso im Januar und der Santorini im Mai 2001. Auch noch nach der Karine-A-Affäre wurden mehrere palästinensische Waffenschiffe von der israelischen Marine aufgebracht: Der Fischkutter Abu Hasan (Mai 2003), der zyprische Frachter Monchegorsk (Januar 2009), der deutsche Frachter Hansa India (Oktober 2009), der antiguanische Frachter Francop (November 2009), sowie das libanesische Schiff Victoria (März 2011).

## Palästinensische Operation
Das Frachtschiff Rim K wurde am 31. August 2001 von Diana K Shipping für 400.000 USD an eine libanesische Firma verkauft. Als Käufer trat Adel Mughrabi (auch Adel Awadallah oder Adel Salameh genannt) auf. Mughrabi war bis in die frühen 1980er Mitglied in Arafats Stab. Er schied dann aus dem Dienst aus, da sich seine privaten Geschäfte nicht mit seiner Position vereinbaren ließen. Mughrabi gilt als Schlüsselfigur der palästinensischen Waffenbeschaffung. Ab Oktober 2000 sind Kontakte Mughrabis zum Iran und zur Hisbollah nachweisbar.
Als Schiffseigner wurde im Lloyd’s Register jedoch nicht Mughrabi, sondern der im Jemen lebende Iraker Ali Mohamed Abbas eingetragen. Nach dem Kauf wurde das Schiff am 12. September in Karine A umbenannt und vom Libanon auf Tonga umgeflaggt. 
Geplant war ein groß angelegter Waffenschmuggel, durch den die Palästinensische Autonomiebehörde mit schweren Waffen und Sprengstoff versorgt werden sollte. Gemäß den Osloer Verträgen war ihr der Besitz solcher Waffen untersagt. Die Waffen sollten in internationalen Gewässern im Mittelmeer auf kleinere Schiffe umgeladen werden, die sie vor die Küste des Gazastreifens transportieren sollten. Dort sollten sie, in wasserdichte Tauchcontainer verpackt, versenkt werden und nach und nach von Taucherkommandos an Land geholt werden.
Die Karine A fuhr zunächst in den Sudan, dort wurde die Schiffsbesatzung durch Angehörige des palästinensischen Kommandos ersetzt. Kapitän war Omar Akawi, ein langjähriges Fatah-Mitglied und ehemaliges Mitglied der palästinensischen Führung. Vom Sudan aus fuhr die Karine A nach al-Hudaida im Jemen, um im Dezember 2001 in den Persischen Golf weiterzufahren. Bei Kisch ankerte die Karine A. In der Nacht vom 11. zum 12. Dezember wurden die Waffen in 83 Holzcontainern von einer Fähre zum Schiff gebracht. Von Kisch aus fuhr das Schiff durch den Indischen Ozean wieder Richtung Rotes Meer und musste dabei aufgrund technischer Probleme in al-Hudaida einen Zwischenstopp einlegen. Nach Beseitigung der Probleme nahm das Schiff den Kurs Richtung Sueskanal wieder auf.

## Operation Arche Noah
Nach dreimonatiger Überwachung der Karine A durch israelische Geheimdienste im Rahmen der vorbereitenden Operation Milch und Honig startete am Morgen des 2. Januar 2002 ein Geschwader Dvora-Patrouillenboote der Schajetet 13 in Eilat. Am 3. Januar um 04:45 Uhr erreichten die Boote in Begleitung israelischer Kampfhubschrauber und Flugzeuge die Karine A, die sich rund 500 km südlich von Eilat auf ihrer Fahrt Richtung Sueskanal in internationalen Gewässern des Roten Meeres befand. Dabei wurde die maximale Einsatzreichweite der Boote und Flugzeuge ausgereizt. Innerhalb von acht Minuten brachten die israelischen Einheiten das Schiff in ihre Gewalt. Die Besatzung der Karine A war vollkommen überrumpelt, so dass das Schiff ohne einen einzigen Schuss übernommen werden konnte. Es war der Schiffsführung nicht einmal mehr möglich, einen Funkspruch abzusetzen. Ohne dass die palästinensischen Kommandos an Land Kenntnis davon hatten, wurde der Kurs geändert. Die Karine A erreichte am Abend des 4. Januars den Hafen von Eilat. Die Operation Arche Noah war nach 60 Stunden abgeschlossen.

## Schiffsladung

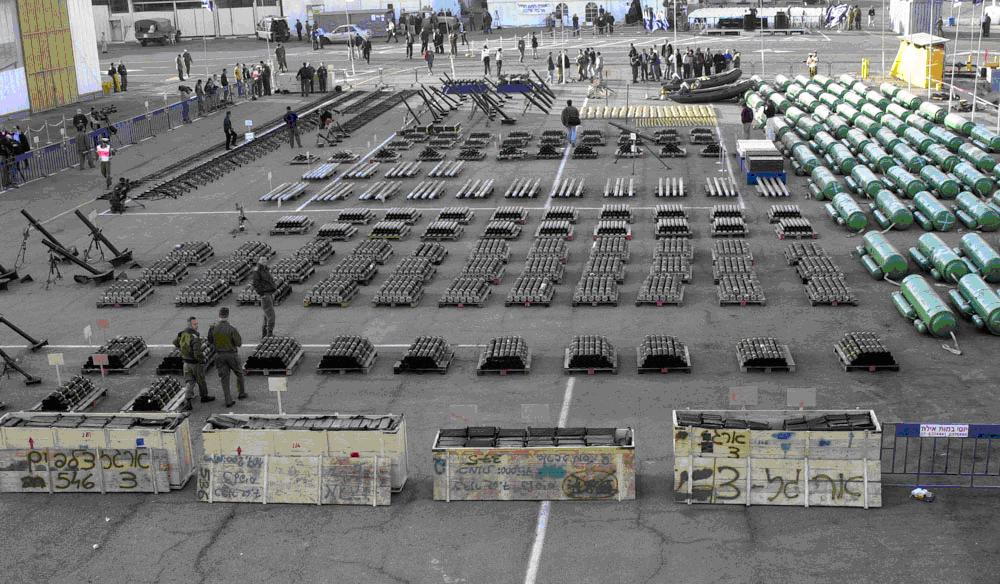
Die Waffenladung der Karine A bei der Präsentation in Eilat

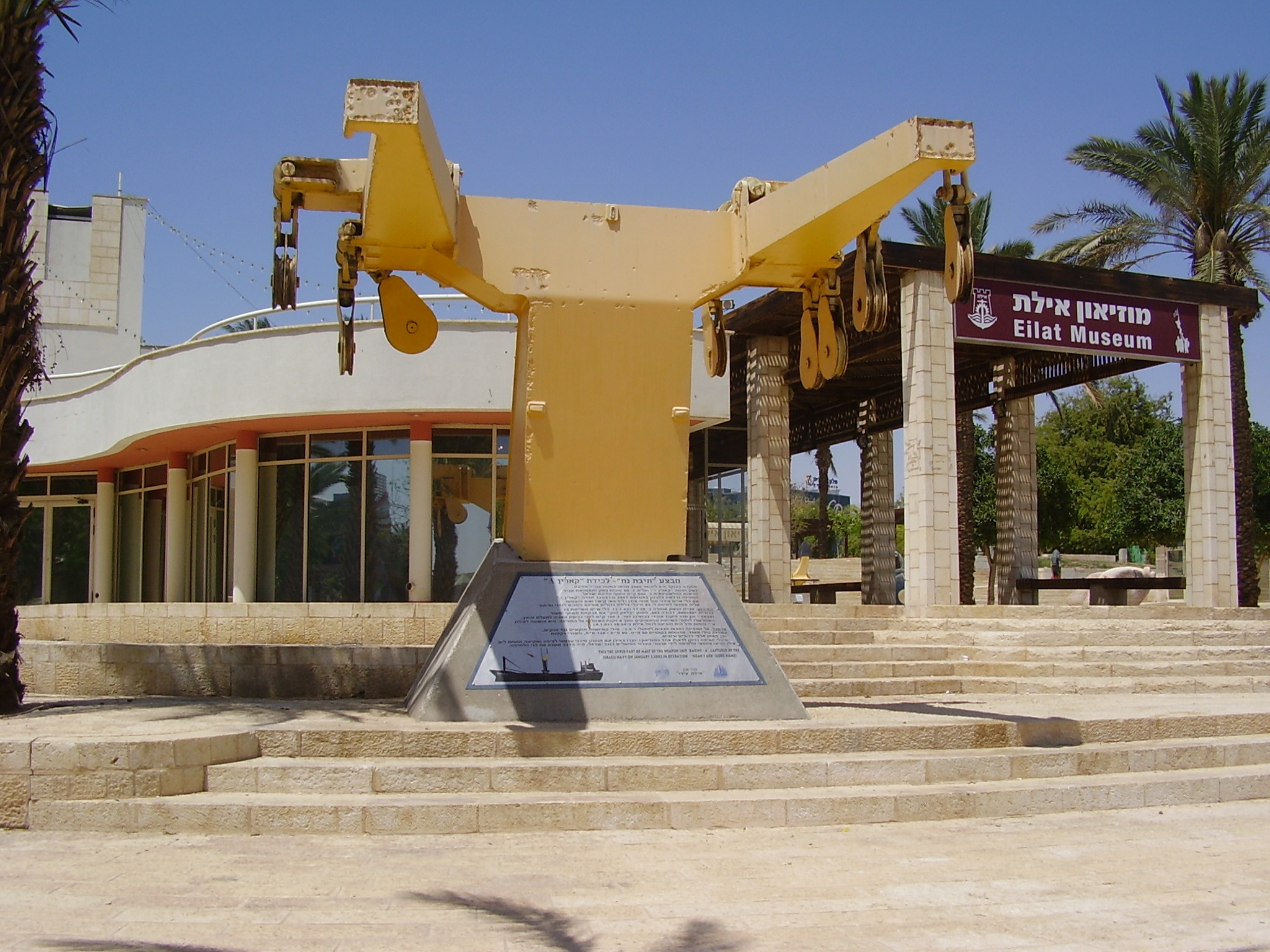
Ein Lademastkopf der später versenkten Karine A vor dem Eilat Museum

Als die Karine A von der israelischen Marine beschlagnahmt wurde, hatte sie zivile Güter im Wert von rund 3 Millionen USD sowie 50 t (manche Quellen nennen 70 – 80 t) Waffen und Sprengstoff im Wert von 15 Millionen USD geladen. Die zivilen Güter wurden zur Tarnung der illegalen Ladung verwendet. Zu letzterer gehörten:
- 345 Boden-Boden-Raketen 122 und 107 mm mit einer Reichweite von 20 bzw. 12 km, sowie 10 Startbasen
- 29 Granatwerfer und 1.545 Mörsergranaten 80 mm und 120 mm
- insgesamt 389 Panzerabwehrraketen und sechs Sagger-Startbasen
- 30 Scharfschützengewehre
- 212 AK-47 bzw. AKM Sturmgewehre
- 700.000 Schuss Munition
- 2,2 t hochexplosive Sprengstoffe, darunter 1,5 t C4-Sprengstoff
- 735 Handgranaten
- 311 Antipersonenminen
- 211 Antipanzerminen
- 2 Zodiac-Schlauchboote mit Außenbordmotor
- Taucherausrüstungen

Mit den 120 mm-Raketen hätte von Stellungen im Westjordanland der Flughafen Ben Gurion beschossen werden können. Der C4-Sprengstoff hätte ausgereicht um 300 Bombengürtel für Selbstmordattentäter herzustellen. In der bisherigen Geschichte Israels kam es zu rund 100 Anschlägen von Selbstmordattentätern.

## Politische Bewertung und Folgen
Die Palästinensische Autonomiebehörde ging direkt nach Bekanntwerden der Karine-A-Affäre auf Distanz und stritt jegliche Beteiligung und Kenntnis ab. Jedoch bestätigte Kapitän Akawi, dass er seine Instruktionen direkt aus der Autonomiebehörde, namentlich von Fuad Shubaki, Adel Awadallah  und Fathi Gazem, erhielt. Trotz des im vorangegangenen Dezember vereinbarten Waffenstillstands zwischen Israel und palästinensischen Kräften wurde Akawi nicht angewiesen, die Waffenbeschaffung zu stoppen. Darüber hinaus war Akawi nicht der einzige an Bord der Karine A mit besonderer Nähe zur Autonomiebehörde: Mehrere ranghohe Offiziere waren Angehörige der palästinensischen „Naval Police“.
Auch die US-Geheimdienste sahen zwingende Beweise für die direkte Verbindung der palästinensischen Führung zur Karine A. Nach der Auswertung aller Beweise kam US-Vizepräsident Cheney zu dem Schluss, dass die Palästinensische Autonomiebehörde mit wichtigen Schlüsselpersonen einschließlich Arafat in enger Zusammenarbeit mit dem Iran steht. Die Glaubwürdigkeit Arafats und der palästinensischen Führung bei westlichen Regierungen war deutlich beeinträchtigt. Auf dem wachsenden Druck seitens der USA stellte Arafat im Januar 2002 Haftbefehle gegen drei mutmaßliche Drahtzieher aus, allesamt höhere Bedienstete der Autonomiebehörden.
Von Israel wird der Erfolg der Operation Arche Noah als Rechtfertigung genutzt, weiterhin Schiffe auch in internationalen Gewässern zu stoppen, um Waffenschmuggel oder andere Gefährdungen gegen Israel zu vermeiden.
Laut Angaben der palästinensischen Zeitung al-Hayat hat Yassir Arafat die Verantwortung für den Waffentransport übernommen.